# Казаковцеви
Казако́вцеви (рос. Казаковцевы) — присілок у складі Орловського району Кіровської області, Росія. Входить до складу Орловського сільського поселення.
Населення становить 33 особи (2010, 75 у 2002).
Національний склад станом на 2002 рік — росіяни 99 %.